# Wilga szaroszyja
Wilga szaroszyja (Oriolus forsteni) – gatunek średniej wielkości ptaka z rodziny wilgowatych (Oriolidae). Występuje endemicznie na indonezyjskiej wyspie Seram w południowych Molukach. Monotypowy. Środowiskiem naturalnym wilgi szaroszyjej jest wilgotny las równikowy.
Morfologia
Długość ciała około 31 cm. Masa ciała 105–113 g.
Status
IUCN uznaje wilgę szaroszyją za gatunek najmniejszej troski (LC, Least Concern) nieprzerwanie od 1988 roku. Liczebność populacji nie została oszacowana, ale ptak ten opisywany jest jako umiarkowanie pospolity. Trend liczebności populacji uznawany jest za stabilny.